# Salix paraplesia
Salix paraplesia — вид квіткових рослин із родини вербових (Salicaceae).

## Морфологічна характеристика
Це дерево до 7 метрів заввишки. Гілочки сірі, рідко з пурпуровим відтінком, голі або сіро запушені. Листкова ніжка 5–8 мм; листкова пластинка обернено-яйцеподібно-еліптична або еліптично-ланцетна, рідше ланцетна, 3.5–6.5 × 1.8–2.8 см, абаксіально (низ) злегка біла, гола або сіро-запушена, адаксіально тьмяно-зелена, край помітно залозисто-зубчастий або цілісний по всьому чи лише в основі, верхівка загострена чи гостра. Чоловічі сережки ≈ 35(60) × 7 мм. Чоловіча квітка: тичинок 5–7; пиляки широко-еліпсоподібні чи майже кулясті. Жіночі сережки 2–3(4) см, у плоді до 5 см. Жіноча квітка: зав'язь довгояйцювата або яйцеподібно-конічна, 4–5 мм. Коробочка ≈ 9 мм, блискуча.

## Середовище проживання
Ганьсу, Нінся, Цінхай, Шеньсі, Шаньсі, Сичуань, Східний Тибет, Юньнань. Населяє долини, біля річок чи окультурені площі; на висотах 1500–3900 метрів.

## Використання
Декоративна рослина.